# En escena...
En escena... es el tercer álbum en vivo de la banda española de rock Medina Azahara, editado en 2008 por Avispa Music.
Este disco recoge el espectáculo que el grupo ofreció en el marco del Viña Rock Festival en Villarrobledo (Albacete), el 30 de abril de 2004.
El álbum también fue editado en versión CD/DVD.

## Lista de canciones
- Insomnia - 0:52
- A Toda Esa Gente - 2:42
- Vivir Por La Paz - 4:16
- Se Me Olvidó - 5:25
- El Vaivén Del Aire	- 4:16
- El Lago
- Vientos De Cambio - 5:51
- Todo Tiene Su Fin
- Palabras De Libertad - 4:04
- Velocidad - 4:04
- Necesito Respirar - 6:21
- Popurrí